# Distrikt Braunschweig

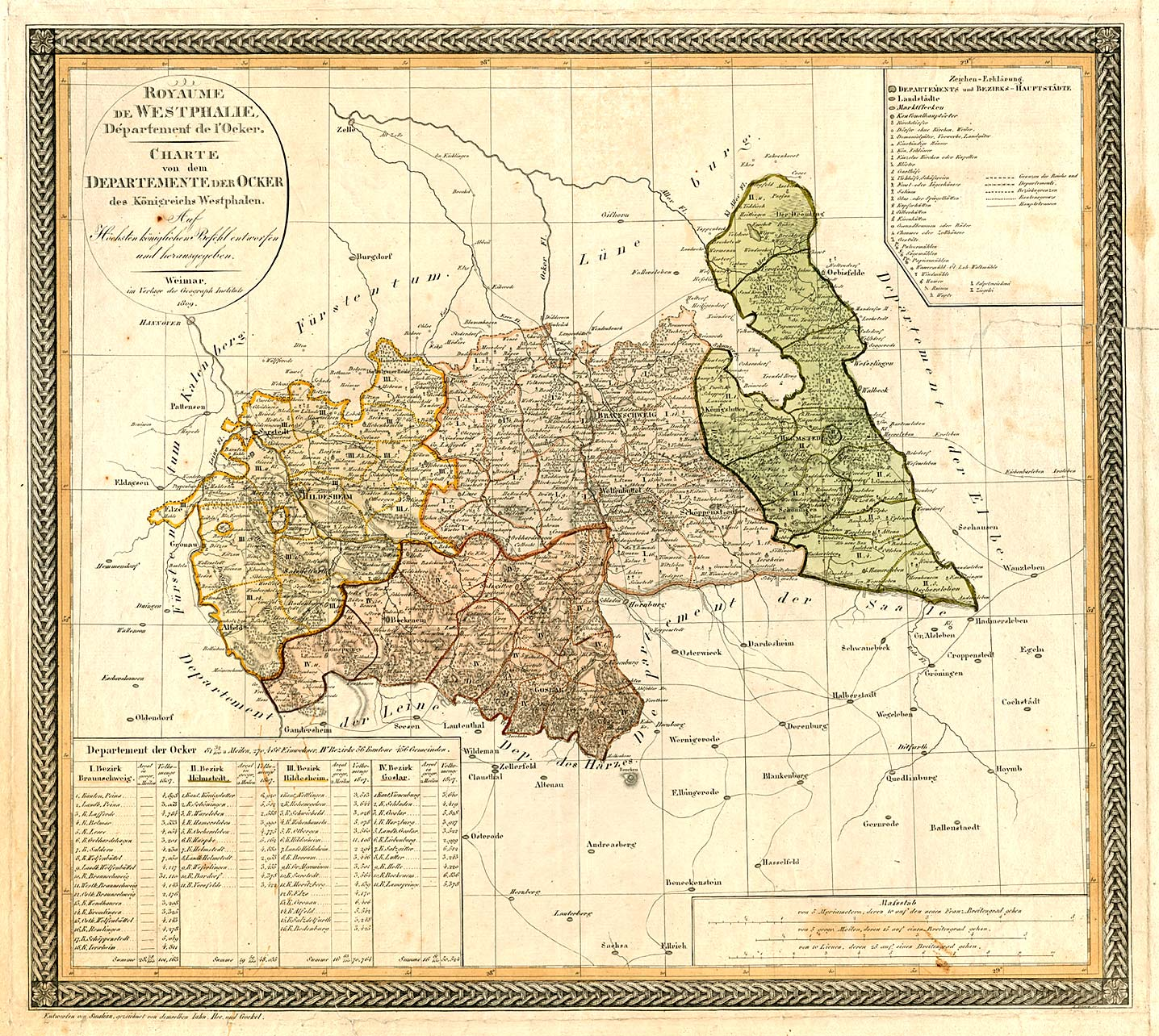
Der Distrikt Braunschweig im Okerdepartement 1809 (rose)

Der Distrikt Braunschweig war von 1807 bis 1813 eine Verwaltungseinheit im Departement der Oker im Königreich Westphalen, das durch das „Königliche Decret“ vom 24. Dezember 1807 gebildet wurde.

## Territorium

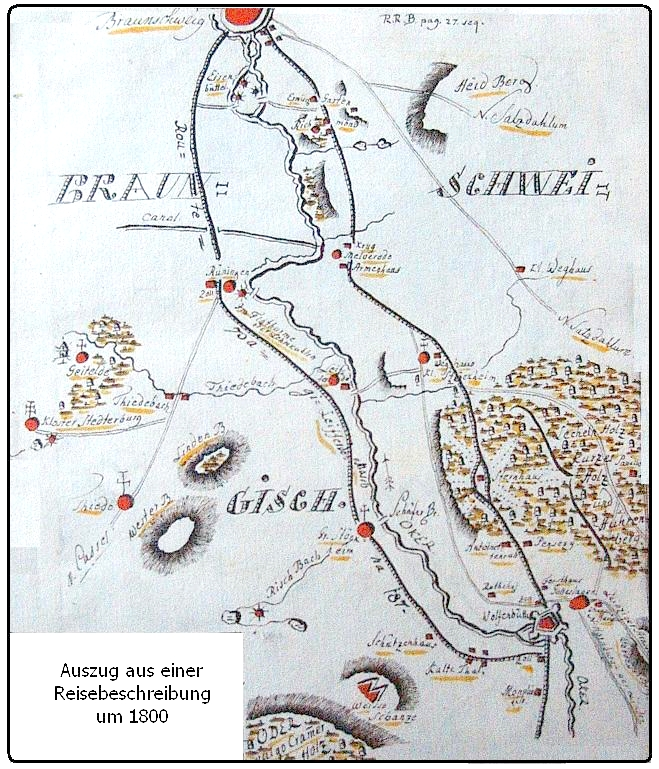
Braunschweig-Wolfenbüttel in einer Reisebeschreibung um 1800

Der Distrikt Braunschweig bestand aus der nördlichen Hälfte des ehemaligen Fürstentums Wolfenbüttel – einige Orte sind anderen Distrikten zugeschlagen worden –, einigen Orten des Schöningischen Bezirks und die nördlichste Gegend des Hildesheimischen, größtenteils entlang der Fuhse.
Begrenzt wurde der Distrikt im Norden vom Hannoverschen, östlich einer Linie von Glentorf im Norden bis zur Grenze zwischen den Kantonen von Königslutter und Schöningen, diese Städte links lassend, bis zum Bruchgraben, südlich des Bruchgrabens und des Distrikts Goslar, der bis dahin die Grenze zum Hildesheimischen gebildet hatte, bis zum Dorfe Ölper.

## Organisation
Dem Distrikt stand ein Unterpräfekt vor. Der Unterpräfekt des Distrikts Braunschweig war zugleich der Oberpräfekt des Departements der Oker.
Den Distriktsrat zur Kontrolle der Steuerlisten bildeten die Herren Niehoff, von Bülow, Dietrichs, von Kalm, Koch, Krause Meibom, Graf von Oberg, Rinkendorf, Stähler und Thilau.
Friedensgerichte befanden sich in Braunschweig (fünf), Peine (zwei), Lafferde, Bettmar, Gebhardshagen, Salder, Rötgesbüttel, Wendhausen, Kremlingen, Schöppenstedt und Jerxheim.

### Kantononaleinteilung
Der Distrikt Braunschweig war in 19 Kantone mit 148 Gemeinden unterteilt:
| Kanton                   | Kantonmaire                                                                                              | Einwohner | mi²  |
| ------------------------ | --- | --------- | ---- |
| Bettmar                  | Wachsmuth                                                                                                | 4.015     | 1,19 |
| Braunschweig             | Wilhelm August Christian Freiherr von Mahrenholtz (bis 1809), Friedrich Ludwig von Münchhausen (ab 1809) | 28.481    | 0,65 |
| Braunschweig-Land (Ost)  | Jeanvré (in Riddagshausen)                                                                               | 3.887     | 2,28 |
| Braunschweig-Land (West) | Harten (in Vechelde)                                                                                     | 5.134     | 1,68 |
| Gebhardshagen            | Nehrkorn (?) Johann Friedrich Süpke                                                                      | 3.339     | 1,13 |
| Jerxheim                 | Johann Christian Heinrich Fritsch (zu Groß Winnigstedt)                                                  | 5.294     | 2,44 |
| Kremlingen               | August Wilhelm von Thilau                                                                                | 3.660     | 1,75 |
| Lafferde                 | Johann Heinrich Andreas Burgdorff (Groß Lafferde)                                                        | 4.699     | 1,1  |
| Lesse                    | Carl August Adolph von Cramm                                                                             | 3.828     | 0,87 |
| Peine                    | Ernst Friedrich Hübetter (Hübotter) (bis 1813) Franz Elfen (ab 1813)                                     | 4.306     | 0,63 |
| Peine-Land               | Petersen (in Meerdorf)                                                                                   | 2.976     | 1,56 |
| Remlingen                | Dietrichs                                                                                                | 4.323     | 2,15 |
| Saldern                  | Heinrich (?)                                                                                             | 4.205     | 0,98 |
| Schöppenstedt            | Johann Andreas Böckel (früherer Bürgermeister)                                                           | 5.182     | 1,55 |
| Wendhausen               | August von Egidy (?)                                                                                     | 3.420     | 2,25 |
| Wolfenbüttel-Land(West)  | Niehoff (in Immendorf)                                                                                   | 3.744     | 1,69 |
| Wolfenbüttel-Land(Ost)   | Johann Erich Philipp von Lauingen (in Wendessen) (?)                                                     | 3.471     | 1,57 |
| Wolfenbüttel             | Drost Johann Georg Konrad Räber von Rodenberg                                                            | 6.733     | 0,17 |
| ab 1810                  | |           |      |
| Rötgesbüttel             | Ludwig Carl Friedrich von Holle (?)                                                                      | 5.253     | 5,42 |